# Festung Klein-Durren

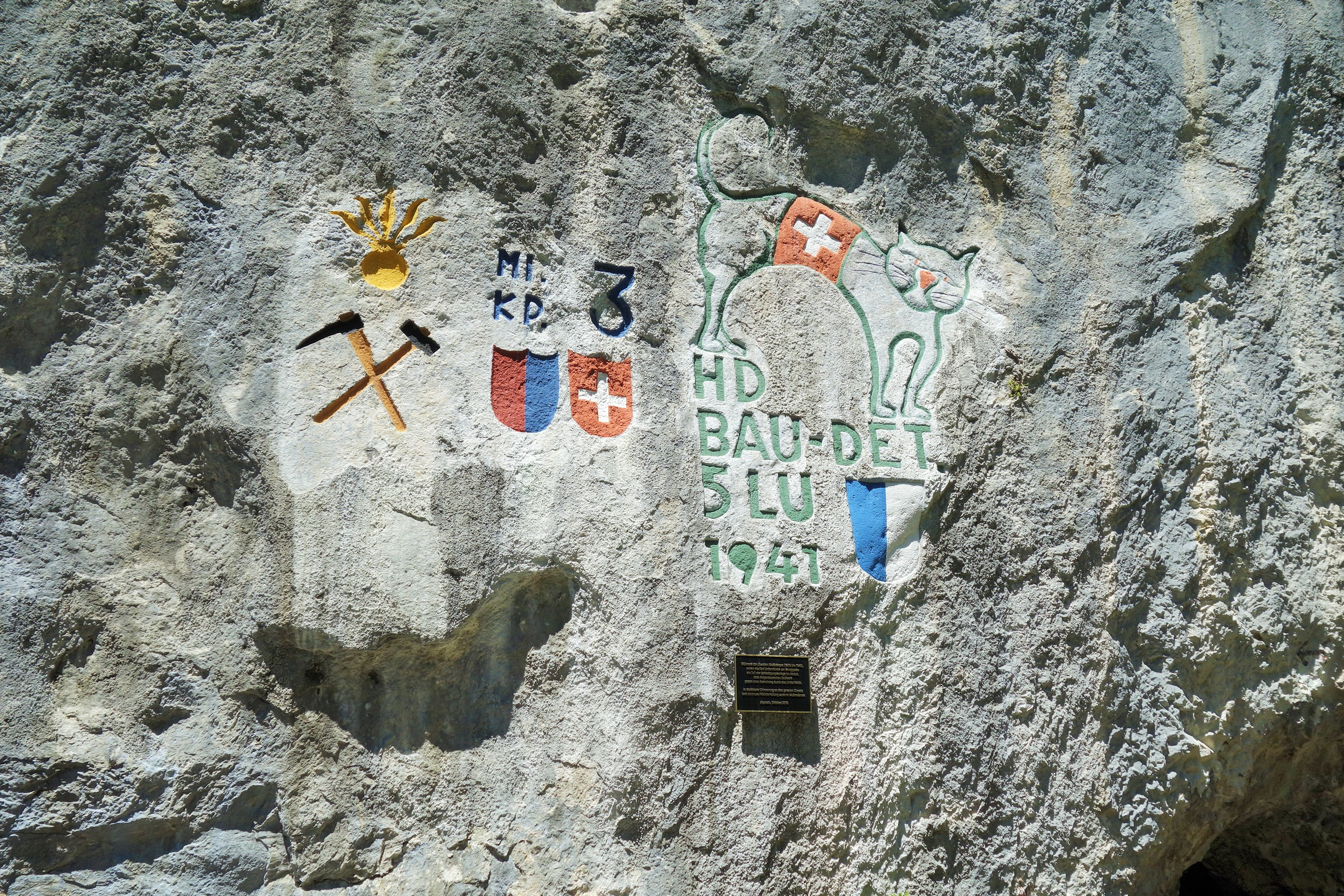
Kavernen Sperrstelle Renggpass

Die Festung Klein-Durren (auch Kleiner Durren) ist ein ehemaliges Artilleriewerk an der Ostflanke des Pilatusmassivs im Kanton Obwalden in der Schweiz. Die Festung liegt auf einer Höhe von 1205 m ü. M. in den Felsen des «Chli Turren» unterhalb der Station Ämsigen der Pilatusbahn.

## Artilleriewerk Kleiner Durren
Die Festung war seit dem Jahr 1942 feuerbereit. Sie besteht aus einer zweistöckigen Felskaverne sowie zwei mal vier Kasematten für die Geschütze. Der Feuersektor reichte vom Bürgenstock bis Buochs. Der Zugang zur Festung erfolgte mit der Pilatusbahn ab Alpnachstad. Der Festungseingang befand sich im Oberen Spycher Tunnel unterhalb der Station Ämsigen. Gegen Ende der 1950er Jahre wurde zwischen Atzigen (Alpnachstad) und der Festung auf 1122 m ü. M. die Militärluftseilbahn Z207 mit 1210 Meter Länge erstellt. Vorher konnte das Werk während der Winterpause der Bahn nur zu Fuss erreicht werden.
Folgende Geschütze, die vor allem auf den Reduitflugplatz Buochs wirken sollten, waren eingebaut:
- In den Jahren 1942–1951: untere und obere Etage je vier 12-cm-Kanonen 1882 L25
- In den Jahren 1951–1998: untere Etage: vier 10,5-cm-Festungsgeschütze 1935 L42

Das Werk wurde 1944 von der Festungsartilleriekompanie 84 übernommen, ab 1962 von der Festungskompanie II/10 und seit der Armee 95 von der Festungsartillerieabteilung 16 betrieben. Der letzte Wiederholungskurs fand im Juni 1996 statt.
Die Festung wurde 1998 ausgemustert, 2002 entklassifiziert und 2008 ausgeräumt. Die Militärseilbahn, die Atzigen während 50 Jahren mit der Festung verbunden hatte, war bereits früher abgebrochen worden.
- Artilleriewerk Kleiner Durren A 2287: Eingang im Spycher Tunnel ⊙
- Artilleriewerk Kleiner Durren A 2287: vier Scharten ⊙
- Bunker Aussenverteidigung Oberer Spycher Tunnel ⊙
- Militärseilbahn Z207 Atzigen/Rengg – Klein Durren Bergstation ⊙ ⊙

## Sperrstelle Renggpass

Bewaldeter Loppergrat, Renggpass, Pilatus

Der Renggpass am Pilatusausläufer Lopper ist ein Übergang zwischen Hergiswil NW und Alpnachstad. Die Passhöhe beträgt 886 m ü. M. Der alte Römerweg war vor dem Bau der Strasse entlang dem Lopper (1861 eingeweiht) die einzige und vielbegangene Landverbindung von Luzern und dem nidwaldischen Hergiswil nach Obwalden sowie zum Brünigpass.
Der Renggpass hatte strategische Bedeutung und wurde im Mittelalter mit einer 250 Meter langen Letzi- und Brustwehrmauer befestigt. Die französischen Invasionstruppen zogen 1798 unter General Schauenburg über den Pass, um den Widerstand der Nidwaldner zu brechen. Im Stecklikrieg fand dort im August 1802 ein Gefecht der aufständischen Nidwaldner gegen die Regierungstruppen der helvetischen Zentralregierung statt.
Um eine Umgehung der Lopperstrasse über den Fusspfad des Renggpasses zu verhindern, wurde während des Zweiten Weltkrieges die Sperrstelle Renggpass eingerichtet.
- Kleinunterstand A 2279 ⊙
- Unterstand A 2281 ⊙
- Unterstand A 2282 ⊙
- Unterstand A 2283 ⊙
- Unterstand A 2284 ⊙
- Unterstand A 2285 ⊙
- Artilleriebeobachter A 2407 ⊙
- Artilleriebeobachter A 2408
- Infanteriebunker Müli A 2425 Hergiswil ⊙
- Einseil-Pendelbahn Z205 Atzigen – Renggpass (Bergstation B1061): Fundament ⊙
- Gefechtsstand Infanterieregiment Inf Rgt 22, Krummhorn ⊙
- Gefechtsstand Feldartillerieregiment F Art Rgt 4, Krummhorn ⊙